# IPod Hi-Fi

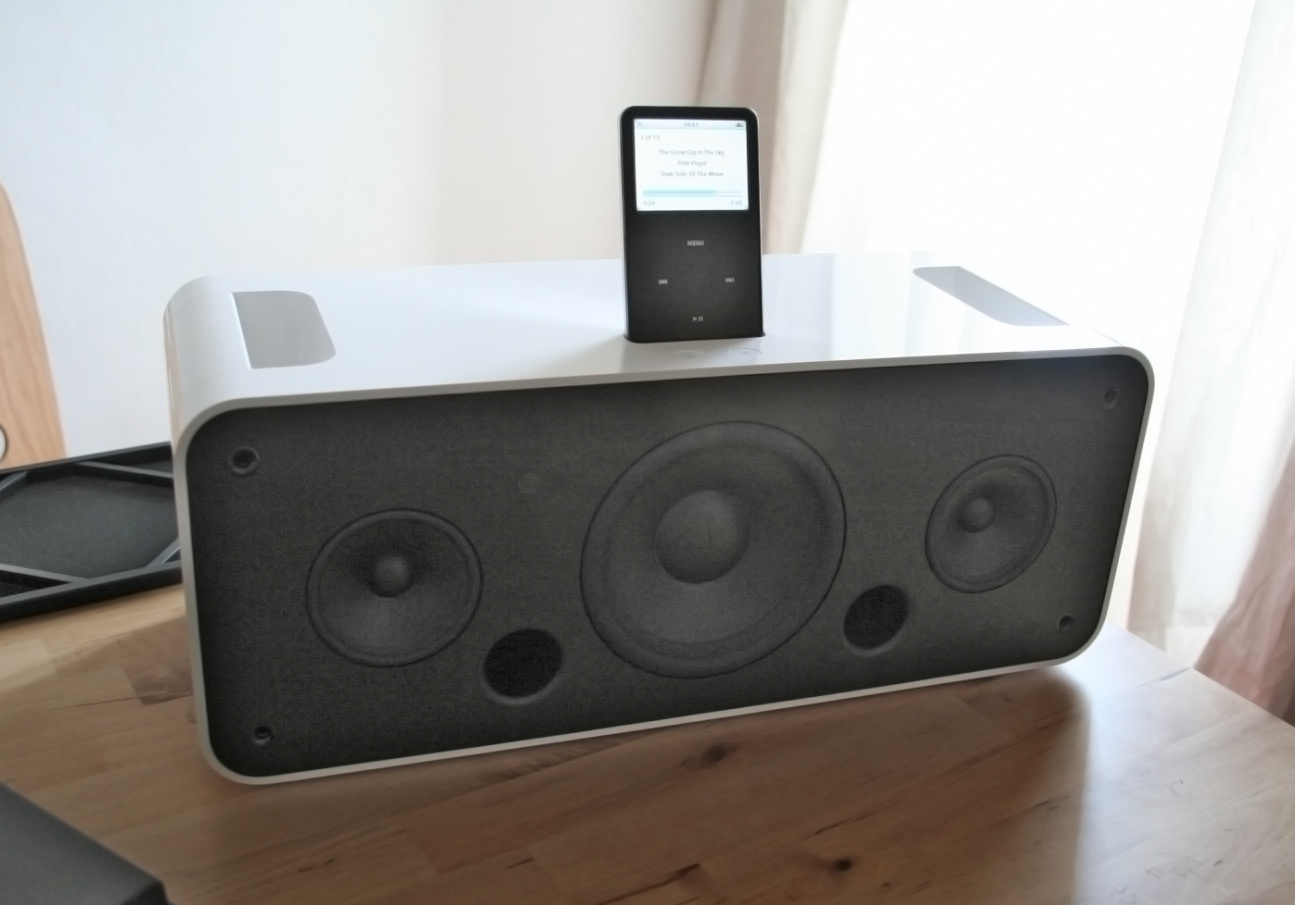
De iPod Hi-Fi in gebruik.

De iPod Hi-Fi was een luidsprekersysteem van Apple voor de iPod, aangekondigd op 28 februari 2006. De iPod Hi-Fi was maar anderhalf jaar op de markt en is stopgezet op 5 september 2007 zonder persbericht, hoewel over het algemeen wordt aangenomen dat het kwam door de lage verkoopaantallen en de grote keus aan andere iPod-luidsprekersystemen.